# Nationalpark Arly

Der Nationalpark Arly im WAP-Komplex

Der Nationalpark Arly (französisch Parc National d' Arly) liegt im Südosten Burkina Fasos, südwestlich der Chaîne de Gobnangou. Im Westen grenzt der Park an andere Schutzgebiete und bildet ein zusammenhängendes Gebiet u. a. mit dem Réserve partielle de Pama. Im Süden grenzt der Nationalpark an den Fluss Pendjari, an dessen südlichem Ufer (Benin) sich der Pendjari-Nationalpark befindet. Beide Parks sind Teil des grenzübergreifenden, multinationalen WAP-Nationalparkkomplexes. Der Park umfasst 76.000 ha Land. Seit 2017 ist er als Teil des WAP-Nationalparkkomplexes UNESCO-Welterbe.
An Großtieren kommen Elefanten, der stark vom Aussterben bedrohte Westafrikanische Löwe, Leoparden, Büffel, einige Antilopen- und Affenarten, Flusspferde, Krokodile, Nilwarane, Pythons und Warzenschweine vor.
Neben sudanischen Gras-, Baum- und Waldsavannen gibt es hier noch echte Galeriewälder, die im burkinischen Kulturland praktisch verschwunden sind. Der Arly-Nationalpark ist in 100 bis 500 m Meereshöhe gelegen. Der Jahresniederschlag beträgt 1000 mm.
Es existieren mehrere Touristenlodges.
Durch den Arly-Nationalpark läuft eine traditionelle Wanderroute der Fulbe-Hirten. Jährlich ziehen große Rinderherden auf einer festgelegten Strecke durch den Park. Die Zahlung von Pro-Kopf-Pauschalen wird von der Nationalparkverwaltung im Park selbst abgewickelt.
Seit 2009 ist der Nationalpark Arly auch ein Ramsarschutzgebiet.

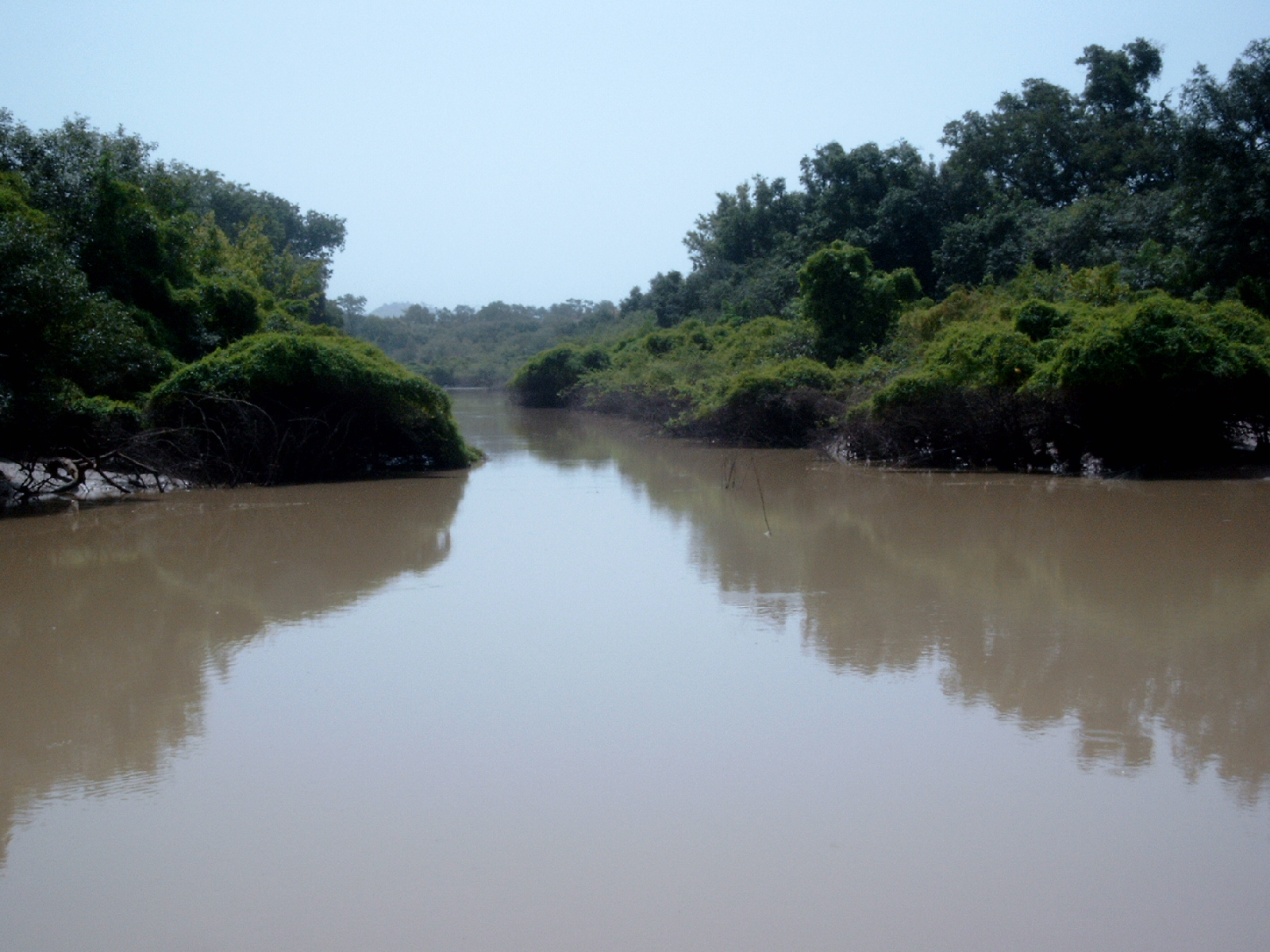
Nationalpark Arly nahe der Wildhüterstation: Blick auf den Arli
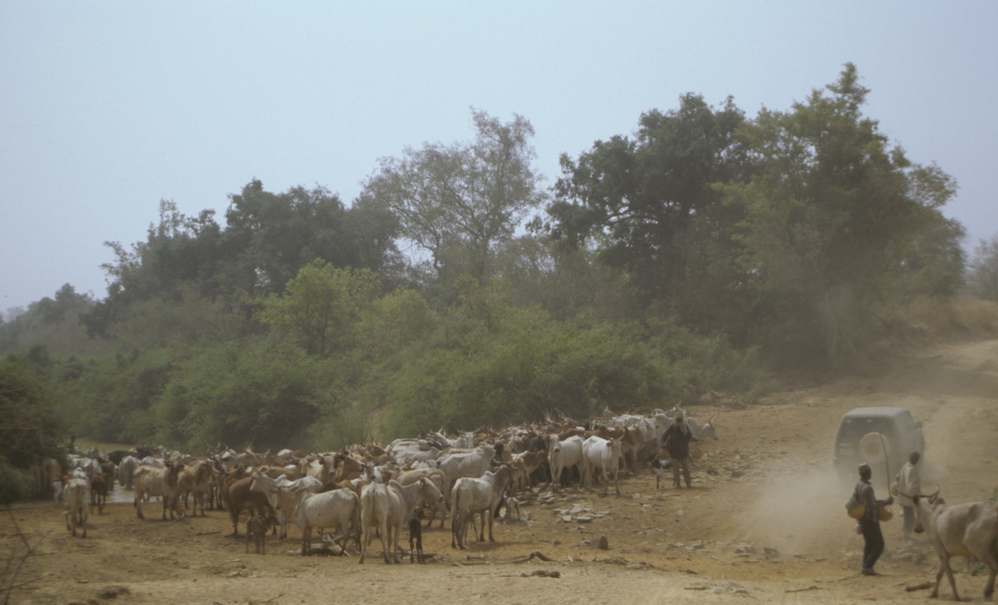
Viehwirtschaft im Nationalpark Arly
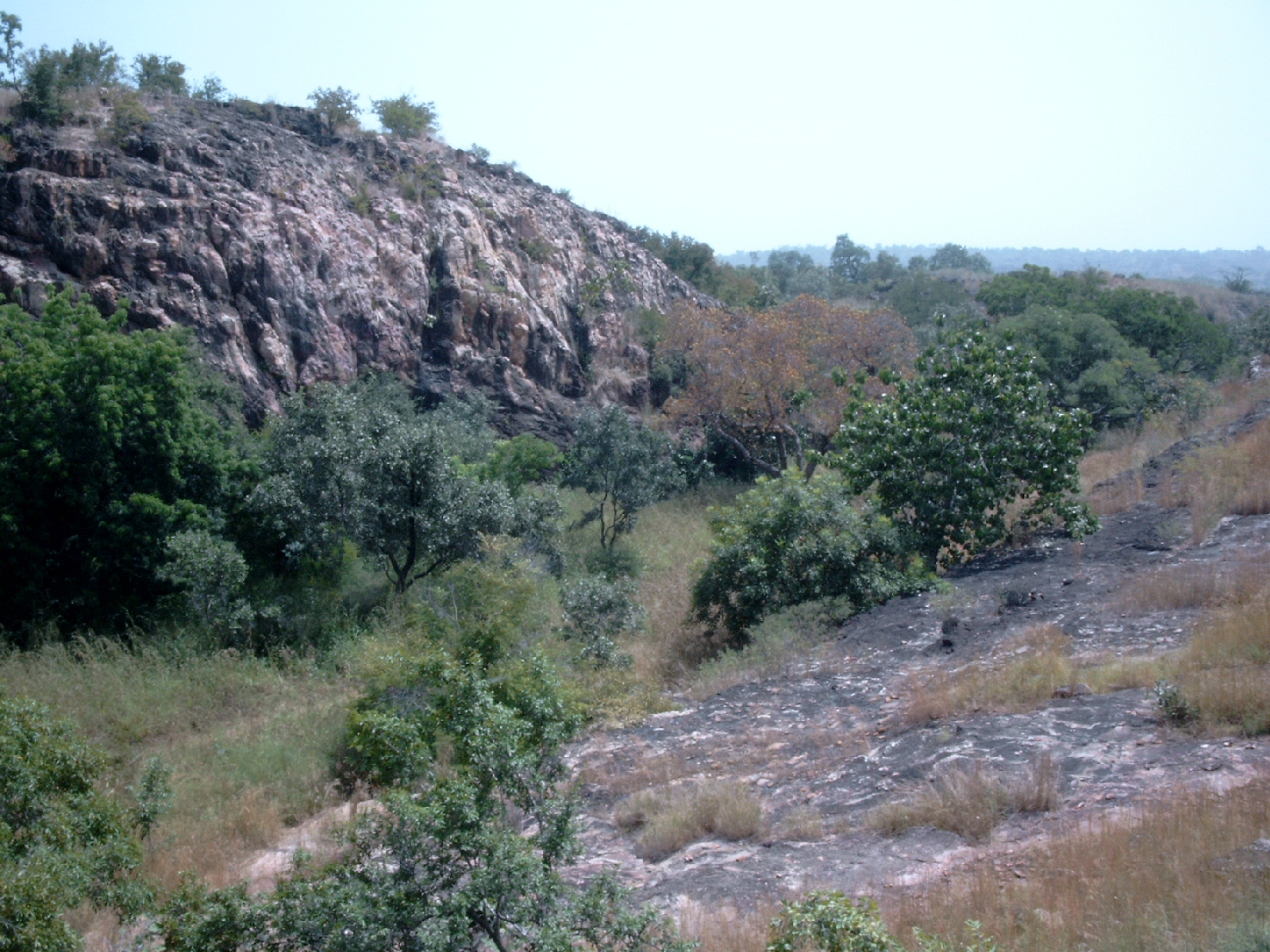
Ausläufer der Chaîne de Gobnangou im Nationalpark Arly